# Mina latina due
Mina latina due, pubblicato nel 1999, è una raccolta della cantante italiana Mina.
Questo CD, segue il precedente Mina latina del 1996.
Vari brani qui pubblicati si trovano anche in España, mi amor... del 1992 ed in Mina canta in spagnolo del 1995
Questa raccolta non è inclusa nella discografia sul sito ufficiale minamazzini.com.

## Tracce
1. El cielo en casa (Il cielo in una stanza) - 2:55 - (Gino Paoli-Mogol-Testo spagnolo: J. Cesar) Edizioni BMG Ricordi 1960
2. Déjame llorar (Just Let Me Cry) - 2:15 -  (Mark Barkan-Ben Raleigh) Edizioni Orchestralmusic 1963
3. El reloj - 2:45 -  (Roberto Cantoral) Edizioni Southern 1966
4. Moliendo café - 2:55 -   (Josè Manzo--Korn) Edizioni EMI - 1962
5. S'en va anar - 3:04 -  (José María Andreu-Lleó Borrell) 1960
6. La misma playa (Stessa spiaggia stesso mare) - 2:07 -  (Mogol-Piero Soffici-Testo spagnolo: Manuel Salina) Edizioni Peer - 1963
7. La barca - 3:09 -  (Roberto Cantoral) Edizioni Peersongs - 1964
8. El globito (Il palloncino) - 2:13 -  (Umberto Prous-Roxy Rob(Leo Chiosso)) Edizioni Orchestralmusic 1960
9. Renato (Renata) (Versione spagnolo) - 2:08 -  (Alberto Cortez) Edizioni Orchestralmusic 1962
10. Sabor a mí - 3:03 -  (Álvaro Carrillo Alarcón) Edizioni Peersongs 1964
11. Locamente te amaré (Makin' Love) - 1:56 -  (Floyd Robinson) Edizioni Francis Day 1961
12. El ángel de la guardia - 2:52 -  (Fransen-Mandy) Edizioni Amazzonia 1964
13. Y de ahí (Da chi) - 1:52 -  (Miguel Gustavo-Rafaelmo-Giorgio Calabrese) Edizioni INT'L Melodie 1960
14. Uno (Tango celebre) - 2:56 -  (Enrique Santos Discépolo-Marianito Morés) Edizioni Southern 1966
15. El crossfire - 2:22 -  (-Mann--Appel--Mapel) Edizioni Southern 1967
16. Insensatez - 2:38 -  (Antônio Carlos Jobim-Vinícius de Moraes) Edizioni Ariston 1964
17. Angustia - 3:04 -  (Orlando Brito) Edizioni Peersongs 1966
18. Caminemos - 2:34 -  (Herivelto Martins-Alfredo Gil) Edizioni Southern 1966
19. Me miran (Mi guardano) - 2:46 -   (Umberto Prous-Roxy Rob(Leo Chiosso)) Edizioni PDU/Orchestralmusic - 1962
20. Ninguem me ama (Nadie me ama) - 3:03 -  (Fernando Lobo-Antonio Maria-Giancarlo Testoni) Edizioni Peersongs 1964